# Shafera platyphylla
 Shafera platyphylla  Greenm., 1912  è una specie di pianta angiosperma dicotiledone della famiglia delle Asteraceae (sottofamiglia Asteroideae).  Shafera platyphylla è anche l'unica specie del genere  Shafera   Greenm., 1912 .

## Etimologia
Il nome scientifico della specie è stato definito dal botanico Jesse More Greenman (1867-1951) nella pubblicazione " Publications of the Field Columbian Museum. Botanical series. Chicago, IL." ( Publ. Field Columb. Mus., Bot. Ser. 2: 327) del 1912. Il nome scientifico del genere è stato definito nella stessa pubblicazione.

## Descrizione
Habitus. Shafera platyphylla ha un habitus di tipo subarbustivo o arbustivo. Le superfici delle piante sono tomentose.
Radici. Le radici in genere sono secondarie da rizoma e possono essere fibrose. I rizomi sono striscianti o legnosi.
Fusto. La parte aerea è eretta o lianosa; semplice o ramosa.
Foglie. Le foglie cauline, disposte in modo alternato, sono picciolate. La forma della lamina è intera ellittico-ovata.
Infiorescenza. Le sinflorescenze sono composte da pochi capolini (ma anche uno solo) organizzati in formazioni corimbose. Le infiorescenze vere e proprie sono formate da un capolino terminale peduncolato di tipo discoide. Alla base dell'involucro (la struttura principale del capolino) può essere presente un calice formato da brattee fogliacee. I capolini sono formati da un involucro, con forme da cilindriche a campanulate o emisferiche, composto da diverse brattee, al cui interno un ricettacolo fa da base ai fiori. Le brattee sono disposte in modo embricato e pluriseriato. Il ricettacolo è nudo (senza pagliette a protezione della base dei fiori); la forma è convessa e a volte è alveolato.
Fiori.  I fiori sono tetra-ciclici (formati cioè da 4 verticilli: calice – corolla – androceo – gineceo) e pentameri (calice e corolla formati da 5 elementi). Sono inoltre ermafroditi, tubulosi e actinomorfi.
- Formula fiorale:

*/x K {\displaystyle \infty }, [C (5), A (5)], G 2 (infero), achenio
- Calice: i sepali del calice sono ridotti ad una coroncina di squame.
- Corolla: nella parte inferiore i petali della corolla sono saldati insieme e formano un tubo. In particolare le corolle dei fiori del disco centrale (tubulosi) terminano con delle fauci dilatate a raggiera con cinque lobi. I lobi possono avere una forma da deltoide a triangolare-ovata. Il colore delle corolle è giallo.
- Androceo: gli stami sono 5 con dei filamenti liberi. La parte basale del collare dei filamenti può essere dilatata. Le antere invece sono saldate fra di loro e formano un manicotto che circonda lo stilo. Le antere sono sagittate. La struttura delle antere è di tipo tetrasporangiato, raramente sono bisporangiate. Il tessuto endoteciale è radiale o polarizzato. Il polline è tricolporato (tipo "helianthoid").[10]
- Gineceo: lo stilo è biforcato con due stigmi nella parte apicale. Gli stigmi all'apice sono ottusi. Le superfici stigmatiche sono separate o parzialmente confluenti, oppure continue.  L'ovario è infero uniloculare formato da 2 carpelli.

Frutti. I frutti sono degli acheni con pappo. La forma degli acheni è ellittico-oblunga; la superficie è percorsa da diverse coste longitudinali e può essere pubescente per peli doppi. Possono essere presenti delle ali o degli ispessimenti marginali. Il carpoforo è distinguibile. Il colore del frutto può essere nero o bruno. Il pappo è formato da numerose setole snelle.

## Biologia
Impollinazione: l'impollinazione avviene tramite insetti (impollinazione entomogama tramite farfalle diurne e notturne).
Riproduzione: la fecondazione avviene fondamentalmente tramite l'impollinazione dei fiori (vedi sopra).
Dispersione: i semi (gli acheni) cadendo a terra sono successivamente dispersi soprattutto da insetti tipo formiche (disseminazione mirmecoria). In questo tipo di piante avviene anche un altro tipo di dispersione: zoocoria. Infatti gli uncini delle brattee dell'involucro (se presenti) si agganciano ai peli degli animali di passaggio disperdendo così anche su lunghe distanze i semi della pianta. Inoltre per merito del pappo il vento può trasportare i semi anche a distanza di alcuni chilometri (disseminazione anemocora).

## Distribuzione e habitat
La specie di questa voce è distribuita in Cuba.

## Tassonomia
La famiglia di appartenenza di questa voce (Asteraceae o Compositae, nomen conservandum) probabilmente originaria del Sud America, è la più numerosa del mondo vegetale, comprende oltre 23.000 specie distribuite su 1.535 generi, oppure 22.750 specie e 1.530 generi secondo altre fonti (una delle checklist più aggiornata elenca fino a 1.679 generi). La famiglia attualmente (2021) è divisa in 16 sottofamiglie; la sottofamiglia Asteroideae è una di queste e rappresenta l'evoluzione più recente di tutta la famiglia.

### Filogenesi
Il genere di questa voce appartiene alla sottotribù Senecioninae della tribù Senecioneae (una delle 21 tribù della sottofamiglia Asteroideae). In base ai dati filogenetici la sottotribù, all'interno della tribù, occupa il "core" della tribù e insieme alla sottotribù Othonninae forma un "gruppo fratello".
I seguenti caratteri sono indicativi per la sottotribù:
- il portamento è molto vario (erbe, arbusti, liane, epifite, alberelli o alberi);
- le foglie sono sia basali che cauline disposte in modo alternato;
- sono presenti capolini sia radiati, disciformi o discoidi;
- le antere sono tetrasporangiate, raramente bisporangiate.

La struttura della sottotribù è molto complessa e articolata (è la più numerosa della tribù con oltre 1.200 specie distribuite su un centinaio di generi) e al suo interno sono raccolti molti sottogruppi caratteristici le cui analisi sono ancora da completare. Il genere della specie di questa voce è un endemismo dell'isola di Cuba e insieme ad altri generi come Leonis B. Nord., 2006, Lundinia B. Nord., 2006 e Oldfeltia B. Nord. & Lundin, 2002 è alla base di una notevole diversità botanica in quest'isola.
I caratteri distintivi per la specie  Shafera platyphylla sono:
- il portamento è arbustivo;
- le piante sono densamente lanose;
- i capolini, discoidi, sono pochi in sinflorescenze corimbose;
- si tratta di un endemismo dell'isola di Cuba.